# Stackelberg
Stackelberg (ryska: Штакельберг, tr. Stakelberg; lettiska: Štakelbergi) är namnet på ett antal befryndade balttyska, svenska och finska adelsätter.
Alla ätterna stammar från en ursprungligen tysk ätt vars äldste kände medlem är Waldewerus de Stackelberg i Köln, omnämnd 1244, och 1306 i Riga. Vid 1200-talets slut kom ätten att bosätta sig i Livland, där den i Dorpat verksamme stiftsfogden Peter Stackelberg (död 1545) är gemensam stamfader för alla de svenska Stackelbergarna. Medlemmar av ätten kom till Finland på 1500-talet från Baltikum. En ättegren upphöjdes till friherrlig den 11 juli 1727. De olika ätterna Stackelberg är representerade vid riddarhusen i Sverige, Estland, Livland och Kurland. Stackelberg var en av de största jordägande familjerna i Baltikum.

## Adliga ätten nr 113
1625 introducerades en sonsons son till Peter Stackelberg, häradshövdingen Wolmar Stackelberg (1592–1652) som naturaliserad svensk adelsman på det nyinrättade Riddarhuset.
Ätten erhöll nummer 113.
Av misstag infördes dock inte Wolmars släktgren på Riddarhusets stamtavlor utan en annan gren tillhörig krigskommissarien Georg Stackelberg. Denna gren, vilken är den man finner i äldre källor såsom Gabriel Anreps ättartavlor, ansågs utgången i Sverige runt år 1700.
Sedermera upptäcktes dock felaktigheten i stamtavlorna och 1947 återintogs Wolmar Stackelbergs verkliga ättlingar på Riddarhuset under det gamla ättenumret. Denna "verkliga" ätt nummer 113 fortlever alltjämt, dock ej i Sverige utan främst i Tyskland.
Medlemmarna skriver sig "von Stackelberg" och har sedan 1854 även rysk friherretitel.

## Adliga ätten nr 686 och friherrliga ätten nr 127
En annan svensk adlig ätt Stackelberg uppstod den 27 juli 1664 då en annan ättling till Peter Stackelberg, kommendanten på Ösel Mathias Stackelberg (död 1691), naturaliserades som svensk adelsman och introducerades samma år under nummer 686. Han var gift med Ingeborg Grubbe, en dotter till Lars Grubbe.
Deras ende son, generallöjtnanten Carl Adam Stackelberg (död 1749) upphöjdes den 6 juni 1714 till friherrevärdighet, och introducerades som sådan 1719 med nummer 127 (därvid utgick ätten nr 686 på svärdssidan; på spinnsidan kan den ha fortlevt något längre med någon av Carl Adams systrar vars levnadsdata dock är ofullständigt kända).
Denna ätt utgick i Sverige redan med Carl Adams son, överstelöjtnant Gustaf Adolf Stackelberg (död 1742) men kom genom dennes bröder Reinhold Mathias och Carl Wilhelm Stackelberg att kvarleva i Baltikum. I dag lever ett flertal grenar av ätten i främst Tyskland men även i USA och har åter införts i den svenska adelskalendern. Också dessa skriver sig "von Stackelberg".

## Friherrliga ätten nr 192
En tredje Stackelberg att naturaliseras som svensk adelsman var generalen Berndt Otto Stackelberg d.ä. (1662-1734), vilken introducerades på Riddarhuset 1726. Han utnämndes den 11 juli året därpå till friherre och blev därmed stamfader till friherrliga ätten Stackelberg nummer 192. Denna utgick i Sverige på svärdssidan 1888 men fortlevde i Estland och Finland. En gren av den estniska ätten vann förnyad representation på Riddarhuset 1962 men utgick ånyo 1982.
I Finland immatrikulerades två grenar av ätten på Finlands riddarhus 1818 under nummer 10, och en av dessa grenar fortlever där.
De estniska grenarna av ätten är i dag spridda över ett flertal länder, bland annat Tyskland, Ryssland och USA. De skriver sig även de "von Stackelberg".

## Grevliga ätten nr 100
Innan friherrliga ätten 192 hunnit utgå i Sverige hade denna dock även hunnit utgrena sig i grevliga ätten Stackelberg nummer 100. Detta i och med att Berndt Otto Stackelbergs yngste son, generalen Wolter Reinhold von Stackelberg (1705-1801), upphöjdes till greve den 12 april 1763 (introducerad 1779). Dennes ättlingar har utan avbrott fortlevt i Sverige. Nuvarande (2003) huvudman för ätten är greve Reinhold Stackelberg (född 1928).

## Medlemmar av släkten Stackelberg i urval
- Berndt Otto Stackelberg d.y. (1703–87), fältmarskalk
- Berndt Robert Gustaf Stackelberg (1784–1845), diplomat, guvernör på Svenska S:t Barthélemy
- Adolphe Stackelberg (1822–1871), godsägare, brukspatron och ledargestalt inom den småländska väckelserörelsen
- Oscar Stackelberg (1824–1888), sjöofficer och riksdagsman
- Fritz Stackelberg (1899–1988), diplomat
- Berndt Stackelberg (1926–2007), grundare av designföretaget Fri Form
- Elsa Stackelberg (1929–2014), formgivare, gift med Berndt Stackelberg